# Tanya Donelly
Tanya Donelly (Newport, Rhode Island, 14 de julio de 1966) es una cantante, compositora y guitarrista estadounidense nominada al Grammy.

## Grupos

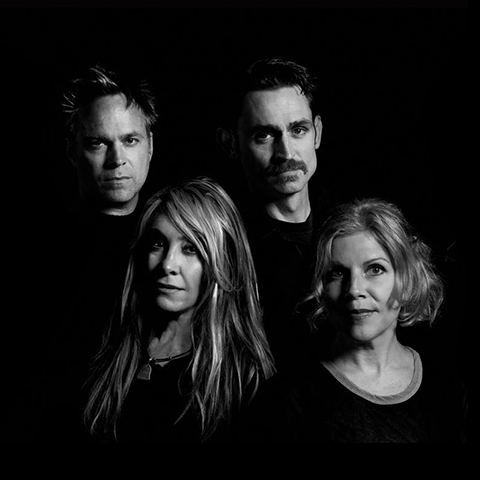
Retrato en blanco y negro de la banda Belly, de la que Tanya Donelly formó parte.

Tanya cofundó el grupo Throwing Muses con su medio hermana Kristin Hersh en 1983. Tras separarse de Throwing Muses en 1991 prosiguió su trayectoria en bandas como The Breeders y Belly durante los 90. Al final de esa década comenzaría una carrera en solitario, trabajando muy a menudo con músicos de la escena musical de Boston.
Tanya Donelly es especialmente conocida por su labor como vocalista y compositora en Belly. Banda con la que obtendría una candidatura a los premios Grammy en los 90 gracias al tema "Feed the Tree" ("Alimente/a al Árbol") que fue un hit nacional tanto en las emisoras de radio como en las de televisión estadounidenses.

## Discográficas
Con la banda Belly, Tanya grabó en la Sire/Reprise Records y 4AD Records. Los trabajos ya han sido lanzados por la Warner Bros. Records y 4AD.

## Influencias
Con el pasar de los años ella ha enumerado varias influencias musicales. En una entrevista ella dice que fue influenciada en la guitarra por Marc Ribot, por la banda The Beatles y también por el fundador de la banda, Hersh. Más recientemente ella mencionó a Leonard Cohen como un compositor héroe, citando a Lucinda Williams y a Joan Wasser, como sus músicos favoritos actualmente y listó bandas de Boston tales como los Dambuilders, Pixies, y Count Zero como antiguas favoritas. Aunque Tanya Donelly canta principalmente su propia música, en los últimos años ella adicionó a su repertorio covers de Robyn Hitchcock, Nina Simone, y The Beatles.
- Datos: Q434464
- Multimedia: Tanya Donelly / Q434464